# Kenneth Zeigbo
Kenneth Zeigbo (ur. 16 czerwca 1977 w Enugu) – nigeryjski piłkarz grający na pozycji napastnika; reprezentant Nigerii. Nosi przydomek „Zoom-Zoom”. W Polsce znany także pod pseudonimem „Spoko”.

## Kariera klubowa
W 1995 roku Zeigbo trafił do swojego pierwszego w karierze klubu, NEPA Lagos FC, kiedy został zauważony na ulicy, gdy kopał piłkę z kolegami na przedmieściach Enugu. W barwach NEPA zadebiutował w tym samym roku w 2. lidze, w sezonie zdobył 22 gole i jego drużyna awansowała do Nigeria Premier League. W 1996 dla NEPA w pierwszej lidze uzyskał 25 goli i został królem strzelców, ale jego zespół spadł do 2. ligi. W 1997 roku przeszedł do klubu z rodzinnego miasta, Enugu Rangers. Nie zadebiutował jednak w pierwszej kolejce ligowej z powodu śmierci ojca. W lidze zagrał dopiero po 6 tygodniach (tyle trwały obrzędy pogrzebowe) i w debiucie w meczu z Jasper United zdobył gola. W lidze grał przez pół roku i zdobył 6 goli w 8 meczach.
Latem 1997 Zeigbo podpisał kontrakt z Legią Warszawa, do której ściągnął go trener Mirosław Jabłoński. Z Legią już na początku wywalczył Superpuchar Polski, strzelając gola na 2:1 w zwycięskim meczu z Widzewem Łódź. W ekstraklasie zadebiutował w 5. kolejce ligowej, 31 sierpnia 1997 w zremisowanym 3:3 domowym meczu z Ruchem Chorzów i w 58. minucie zdobył gola na 3:1 dla Legii. W pierwszych 10 meczach w polskiej lidze zdobył 5 goli, ale w kolejnych 10 meczach już ani jednego. Drużyna Legii zajęła 5. miejsce w lidze. Zeigbo wystąpił także w 2 meczach Pucharu Zdobywców Pucharów – z Glenavon FC i Vicenzą Calcio.
W czerwcu 1998 za 1 800 000 USD został sprzedany do włoskiej Venezii, grającej w Serie A. Niemal cały sezon leczył kontuzje i tylko dwukrotnie pojawił się na boisku w barwach jedenastego zespołu sezonu. W sezonie 1999/2000 widniał w składzie Venezii, ale ani razu nie zagrał w rundzie jesiennej i wiosną opuścił Włochy.
Wiosną 2000 Zeigbo trafił do Al-Ain FC ze Zjednoczonych Emiratów Arabskich. Strzelił tam 13 bramek w 22 meczach i zdobył z tym zespołem tytuł mistrza kraju. Na sezon 2000/2001 Zeigbo trafił do libijskiego Al-Ahly Trypolis. Tam w 15 meczach zdobył 15 bramek.
Latem 2001 Zeigbo wrócił do Włoch. Został piłkarzem zespołu z Serie C1, L’Aquila Calcio. Rozegrał tam 11 meczów i zdobył 2 gole. Zajął z tym zespołem 13. miejsce w lidze. Na sezon 2002/2003 wrócił do Venezii i zajął z nią 16. miejsce w Serie B (3 mecze). Lata 2003–2005 to gra w zespole AC Belluno 1905, który występował wówczas w Serie C2 (odpowiednik 5. ligi) i w ostatnim sezonie gry w tym klubie spadł do Serie D. Sezon 2005/2006 Nigeryjczyk spędził w zespole Prix Camisano, grającym w Campionato Eccelenza Veneto A (odpowiednik 7. ligi).

### Kariera w liczbach
| Sezon   | Klub             | Kraj    | Rozgrywki                     | Mecze | Bramki |
| ------- | ---------------- | ------- | ----------------------------- | ----- | ------ |
| 1995    | NEPA Lagos FC    | Nigeria | 2. liga                       | 30    | 22     |
| 1996    | NEPA Lagos FC    | Nigeria | Premier League (NGA)          | 33    | 25     |
| 1997    | Enugu Rangers    | Nigeria | Premier League (NGA)          | 8     | 6      |
| 1997/98 | Legia Warszawa   | Polska  | I liga polska                 | 20    | 5      |
| 1998/99 | SSC Venezia      | Włochy  | Serie A                       | 2     | 0      |
| 1999/00 | SSC Venezia      | Włochy  | Serie A                       | 0     | 0      |
| 1999/00 | Al-Ain FC        | ZEA     | UAE Football League           | 22    | 13     |
| 2000/01 | Al-Ahly Trypolis | Libia   | 1. liga                       | 15    | 15     |
| 2001/02 | L’Aquila         | Włochy  | Serie C1                      | 11    | 2      |
| 2002/03 | SSC Venezia      | Włochy  | Serie B                       | 3     | 0      |
| 2003/04 | AC Belluno 1905  | Włochy  | Serie C2                      | 4     | 0      |
| 2004/05 | AC Belluno 1905  | Włochy  | Serie C2                      | 9     | 0      |
| 2005/06 | Prix Camisano    | Włochy  | Campionato Eccelenza Veneto A | ?     | ?      |
|         |                  |         | Łącznie w I lidze polskiej    | 20    | 5      |
|         |                  |         | Łącznie w Serie A             | 2     | 0      |

## Kariera reprezentacyjna
W reprezentacji Nigerii Kenneth Zeigbo zadebiutował 7 sierpnia 1997 w wygranym 1:0 meczu z Kamerunem i już w debiucie zdobył gola. Był to mecz rozegrany w ramach turnieju LG Cup. W finale z Tunezją (0:2) również pokazał się z dobrej strony i uznano go najlepszym piłkarzem tego turnieju.
W 1998 był w bardzo szerokiej kadrze na Mistrzostwa Świata we Francji, jednak na turniej nie pojechał. W sierpniu 1999 roku wrócił do kadry na jeden mecz – towarzyski z Ghaną, zremisowany 0:0.